# Gare d'Asti
La gare d'Asti est une gare ferroviaire située sur le territoire de la commune italienne d'Asti, dans la région de Piémont.

## Situation ferroviaire
Établie à 117 mètres d'altitude, la gare d'Asti est située aux points kilométriques 55,79 de la ligne de Turin à Gênes, 20,128/20,153 de la ligne de Castagnole à Mortara, 0 de la ligne d'Asti à Chivasso et 103,640 de la ligne d'Asti à Gênes via Acqui Terme.
Elle est dotée de neuf voies dont sept sont bordées par quatre quais (un latéral et trois centraux) ainsi qu'une voie en impasse accessible depuis Alexandrie bordée par le quai latéral. En plus de ces voies se trouve un important faisceau de voies de service au sud de la gare.

## Histoire
La gare a été inaugurée en novembre 1849 avec la mise en service du tronçon Trofarello-Asti de la ligne Turin-Gênes.
En 1997, le dépôt de locomotives rattaché à la gare a été transformé en atelier pour l'entretien des locomotives.
Depuis 2001, la gestion de l'ensemble de la ligne, et donc de la gare d'Asti, a été confiée à Rete ferroviaria italiana.
Le 6 septembre 2010, le service a été interrompu sur la ligne d'Asti à Mortara en raison d'une défaillance structurelle dans un tunnel près d'Ozzano Monferrato. La ligne Chivasso-Asti a subi le même sort à partir du 1er septembre 2011, en raison de l'instabilité de certains tunnels qui nécessitaient d'importants travaux de sécurité.
La situation économique et financière difficile de la région Piémont l'a conduite à suspendre les contrats de service sur de nombreuses lignes secondaires relevant de sa compétence, ce qui a conduit, à partir du 17 juin 2012, à la suspension définitive des services ferroviaires sur les lignes Castagnole-Asti-Mortara et Chivasso-Asti ; le contrat de service avec Trenitalia pour le transport de passagers ayant été résilié depuis longtemps, il n'a donc pas été renouvelé,. La gare est donc restée desservie uniquement par la ligne principale Turin-Gênes et la ligne Asti-Gênes.
La ligne d'Asti à Alba a rouvert le 11 septembre 2023.

## Service des voyageurs

### Accueil
Gare de Ferrovie dello Stato Italiane, elle est dotée d'un bâtiment voyageurs avec un guichet de vente de titres de transports ainsi que de distributeurs automatiques de titres de transport. On y trouve aussi des toilettes et des boutiques.
La gare est accessible aux personnes à mobilité réduite.

### Desserte

#### Trains grandes lignes
La gare d'Asti est desservie par les trains de nuit Intercity Notte reliant Turin-Porta-Nuova à Reggio de Calabre Centrale, Lecce et Salerne.
On y trouve aussi un aller-retour Frecciabianca entre Turin-Porta-Nuova et Rome-Termini.
Elle est enfin desservie par les trains Intercity reliant Turin-Porta-Nuova à Gênes-Piazza-Principe ou encore Salerne.

#### Trains régionaux
La gare d'Asti est desservie par les trains Regionale Veloce reliant Turin-Porta-Nuova à Alexandrie et Gênes-Piazza-Principe (parfois prolongés à Gênes-Brignole) ainsi que l'aller-retour entre Milan et Asti.
La desserte est complétée par les trains Regionale en direction d'Acqui Terme, d'Alexandrie, de Voghera et d'Alba.

#### Service ferroviaire métropolitain de Turin
La gare d'Asti est desservie toutes les heures par les trains de la ligne SFM 6 du service ferroviaire métropolitain de Turin qui relient Asti à Turin-Stura.

### Intermodalité
La gare d'Asti est en correspondance avec les lignes de bus et d'autocars desservant la gare routière Movicentro, à proximité directe.